# 専門学校東京ビジネス・アカデミー
専門学校東京ビジネス・アカデミー（せんもんがっこうとうきょうビジネス・アカデミー）は、東京都渋谷区代々木にある専門学校。通称「ビジアカ」。学校法人21世紀アカデメイアが運営する、東京都認可の専門学校である。
ペット・愛玩動物看護師・スポーツ・経営・ビジネスデザイン・AI・IT・オフィス・ファッション・フラワーの合計10学科を設置。専門スキルとビジネスを共に学びながら興味分野への就職を目指す教育を軸に、業界へ就職を志望する学生を対象に専門教育を行っている。
2024年4月1日に校名を専門学校東京スクール・オブ・ビジネスから東京ビジネス・アカデミーに変更した。
2024年からは、大学院への進学が可能なMBAコースを設置。

## 学科編成
昼間部（2年制）
ビジネス専門課程
- ペットビジネス学科
  - トリマーコース
  - ドッグトレーナーコース
- スポーツビジネス学科
  - スポーツマーケティング専攻
  - 健康スポーツマネジメント専攻
  - スポーツショップスタッフ専攻
  - スポーツ外国語専攻
- 経営学科
  - ビジネスマネジメント専攻
  - 流通・マーケティング専攻
  - グローバルビジネス専攻
  - 会計・ファイナンス専攻
  - 宅建・FP専攻
- ビジネスデザイン学科
  - ビジネスデザイン専攻
- AIシステム学科
  - AIエンジニア専攻
  - データサイエンス専攻
- ITビジネス学科
  - プログラマー専攻
- オフィスビジネス学科
  - ビジネスライセンス専攻
  - ビジネスコンピューティング専攻
  - ビジネス教養専攻
- ファッションビジネス学科
  - アパレルショップスタッフ専攻
  - ファッションプロデュース専攻
  - SNSマーケティング専攻
- フラワービジネス学科
  - フラワーコーディネーター専攻
  - ブライダルフラワー専攻
  - フラワーショップ専攻

昼間部（3年制）
文化教養課程
- 愛玩動物看護学科

（参照：令和5年度 自己点検・自己評価報告書 19-20頁 「令和5年度学則抜粋<学科・専攻>」より）

## 沿革
- 1967年 - 東京スクール・オブ・ビジネス 設立
- 1979年 - 専修学校認可
- 1983年 - 東京スクール・オブ・ビジネス千駄ヶ谷専門学校（現専門学校東京クールジャパン・アカデミー）設立
- 2001年 - ペットビジネス学科、スポーツビジネス学科 開設
- 2007年 - オフィスビジネス学科、フラワービジネス学科 開設
- 2008年 - 高度専門士認可
- 2010年 - ITビジネス学科 開設
- 2011年 - ファッションビジネス学科 開設
- 2022年 - 愛玩動物看護学科、ビジネスデザイン学科、ITシステム学科 開設
- 2024年 - 専門学校東京ビジネス・アカデミーに校名変更

## アクセス
- 代々木駅から徒歩1分
- 新宿駅 南口から徒歩5分